# Vessződi erődtemplom
A vessződi erődtemplom műemlékké nyilvánított épület Romániában, Szeben megyében. A romániai műemlékek jegyzékében az SB-II-a-B-12587 sorszámon szerepel.